# Château de La Motte (Louchy-Montfand)
Pour les articles homonymes, voir Château de la Motte.
Le château de La Motte, parfois appelé La Motte-Baudreuil, est une demeure du XIXe siècle, qui a remplacé un château plus ancien remontant en partie à la fin du Moyen Âge.

## Localisation
Le château est situé sur la commune de Louchy-Montfand dans le département de l'Allier, en région Auvergne-Rhône-Alpes. Il est entouré d'un parc arboré de 5 ha.

## Description
Présence de caves datant du XIe siècle, restes du château primitif rasé à la suite d’événements inconnus et remplacé sans doute au XVe siècle par le château actuel.

## Historique
Le château date de l'époque romane, reconstruit partiellement au XVe siècle. 
L'ancien château a appartenu au début du XVIIe siècle à Jacques de Montbrun, intendant du maréchal de Saint-Géran ; on peut voir la pierre tombale de Jacques de Montbrun dans l'église voisine, avec son épitaphe.
Au début du XVIIIe siècle, le fief est acheté par Pierre Desrolines († 1741), qui est fermier général du duché de Bourbonnais. L'une de ses descendantes, Marthe Desrolines de La Motte apporte le domaine à la famille de Pardieu par son mariage (1884) ; c'est cette famille qui fait construire le château actuel.
Le château de la Motte fut utilisé dans les années 1960 à 1980 pour les colonies de vacances organisées par la Compagnie des Wagons-lits.